# Тоблер, Теодор
Теодор Тоблер (нем. Theodor Tobler; 24 января 1876, Берн — 4 мая 1941, Берн) — швейцарский шоколатье, кондитер и предприниматель, создатель (совместно с Эмилем Бауманом) марки швейцарского шоколада Toblerone .

## Ранняя жизнь и карьера
Тоблер родился 24 января 1876 года в Берне в семье Иоганна Якоба Тоблера (1830—1905), кондитера из городка Лутценберга в Аппенцелль-Ауссерроден недалеко от австрийской границы, и Аделины Лоренц Бауманн
.
Он учился в школе в Берне с 1885 по 1892 год, но ушел, не закончив курса. Получив коммерческое образование в Женеве и Венеции, Тоблер начал бизнес своего отца в 1894 году Поскольку их спрос в последующие годы увеличился, в 1899 году Иоганн Якоб Тоблер преобразовал кондитерскую в шоколадную фабрику, назвав её Fabrique de Chocolat Berne, Tobler & Cie. 19 июня 1900 года компания была передана Тоблеру его отцом.
В 1908 году Тоблер и его двоюродный брат Эмиль Бауманн, который был управляющим производства компании, создали плитку шоколада Toblerone, назвав продукт словослиянием фамилии Тоблер и итальянского слова torrone, обозначающего продукт, состоящий из мёда и миндальной нуги. Tobler подал заявку на патент на процесс производства Toblerone в Берне в 1909 году. В том же году торговая марка была зарегистрирована в Швейцарском федеральном институте интеллектуальной собственности в Берне, став первым запатентованным молочным шоколадом, изготовленным из миндаля и меда.
Тоблер покинул компанию в 1933 году и в 1934 году купил кондитерскую фирму Klameth в Берне. После того, как попытки производства жевательной резинки в Klameth оказались безуспешными, компания приобрела права на распространение жевательной резинки Wrigley в Швейцарии. Позже он основал Typon AG в Бургдорфе, которая производила плёнки для полиграфической промышленности.
Он был свидетелем от имени масонства на Бернском процессе.
Тоблер умер в Берне 4 мая 1941 году.

## Личная жизнь
В 1903 году Тоблер женился на Теде Борн. Брак продолжался до 1919 года. Затем в том же году Тоблер женился на Берте Эшманн.
Он был членом масонской ложи zur Hoffnung в Берне с 1902 года.
Пацифист и панъевропейец, Тоблер был одним из основателей в 1934 году в Базеле Европейского союза, организации, поддерживающей европейский федерализм, предшественницы современного Нового европейского движения в Швейцарии, которое выступает за полное вступление Швейцарии в Европейский союз.